# 중화노자호

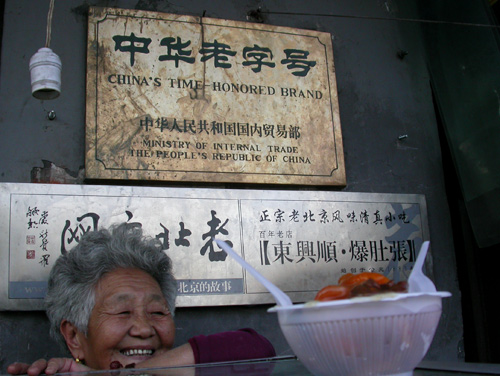
국내무역부가 인증한 (구)중화노자호 명패. 베이징의 東興順爆肚張

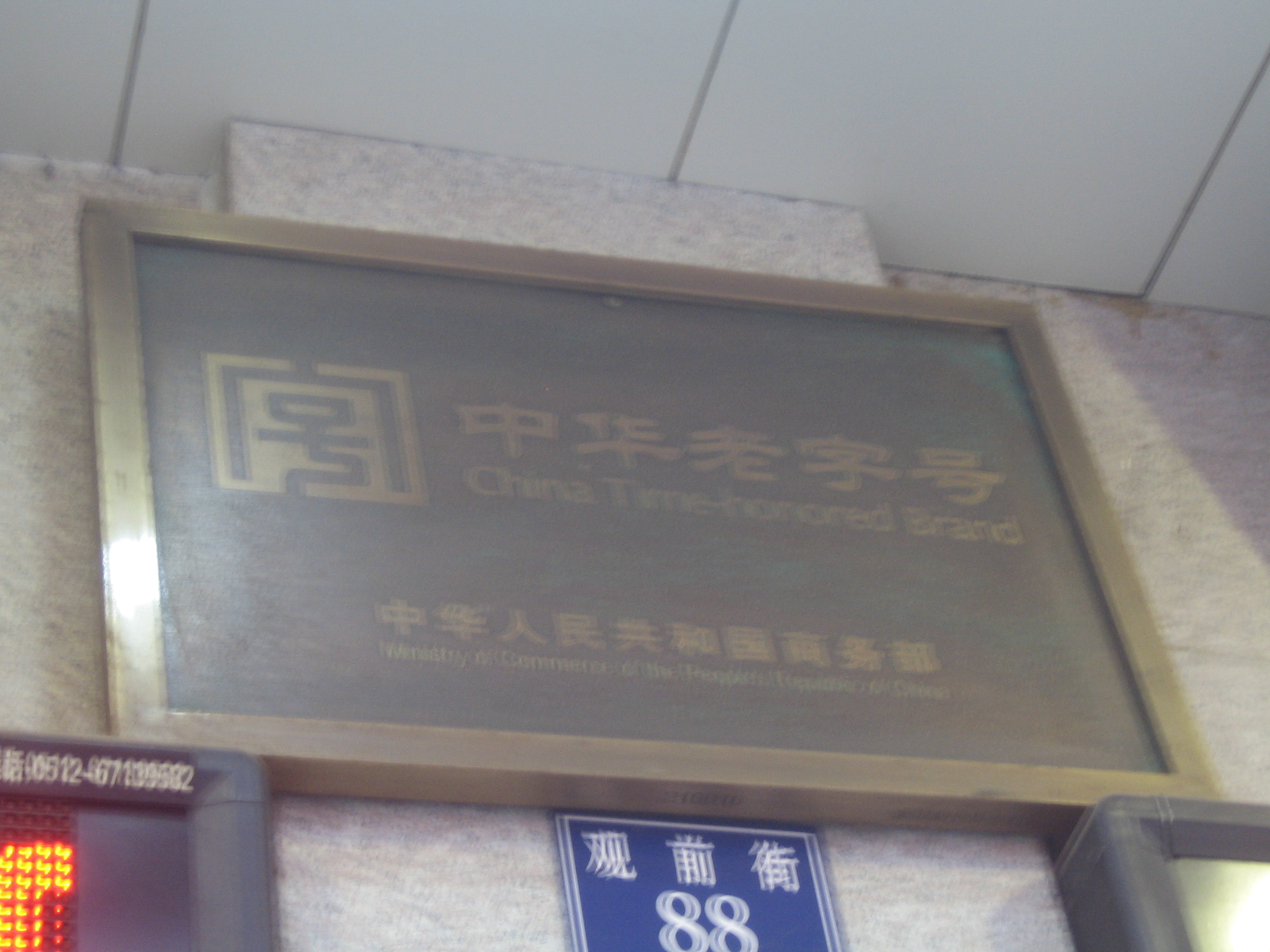
상무부가 인증한 중화노자호 명패

중화노자호(中華老字号)는 중화인민공화국의 정부기관 (현재는 상무부가가 관할)이 인정하는 중국 대륙의 노포기업(전통기업)의 칭호이다.
1991년 당시 중국화인민공화국 국내무역부의 승인을 받은 것이 최초였으며, 이때에는 1600여개 기업에 인증패(플레이트)를 수여했다.
2005년 중국상업연합회가 ‘중화노자호’의 인정 기준에 대한 의견서를 제출하여 칭호 인증이 재개되었다. 2006년 4월 국가 상무부는 “노자호 진흥 프로젝트 방안”을 제출하여 상무부에서 인증패와 증서를 수여한다고 발표했다. 상무부가 시행한 최초의 ‘중화노자호’ 인증은 2006년 11월 7일이었다.

## 같이 보기
- 중화인민공화국의 경제